# Megaselia subfraudulenta
Megaselia subfraudulenta är en tvåvingeart som beskrevs av Schmitz 1933. Megaselia subfraudulenta ingår i släktet Megaselia och familjen puckelflugor. Arten är reproducerande i Sverige. Inga underarter finns listade i Catalogue of Life.